# Thuránszky Irén
Katona Lajosné Thuránszky Irén, Turánszky Irén Krisztina Erzsébet (Esztergom, 1859. december 4. – Budapest, 1947. január 16.) pedagógiai író, tanítónőképző intézeti igazgató. Katona Lajos néprajzkutató felesége.

## Élete
Thuránszky József telekkönyvvezető és Huber Anna leánya. A tanítóképző tanfolyamot a budapesti II. kerületi állami elemi és a VI. kerületi állami polgári iskola tanítónőképző intézetében végezte, az utóbbiban a mennyiségtan-természettudományi szakot. Az 1878-79 és 1879-80. tanévekben a kőszegi államilag segélyezett polgári iskolánál, az 1880-81. tanévtől az 1889-90. tanév végéig pedig a budapesti VI. kerületi állami tanítóképzővel kapcsolatos gyakorló felsőbb leányiskolánál működött. 1890-ben kinevezték a II. kerületi tanítónőképző intézet igazgatójává. A Mária-Dorothea-egyesület választmányi tagja, a tanítónői szakosztály alelnöke, az országos tanszermúzeumnak, a magyar pedagógiai társaságnak és több tudományos társulatnak és tanító-egyesületnek rendes tagja volt. Halálát tüdőgyulladás okozta.
Több cikket írt a Magyar Nőnevelés című folyóiratba, a Polgári Iskolai Tanáregyesület Folyóiratában (Zirzen Jankáról és Peres Sándorról tartott emlékbeszédei).

## Munkái
- Gazdaságtan. Felsőbb leányiskolák és tanítóképző intézetek számára. Budapest, 1888. Több ábrával.
- Háztartástan és gazdaságtan, polgári iskolák, felsőbb leányiskolák és tanítóképző-intézetek számára. Budapest, 1892. Ábrákkal. (2. kiad. 1900. 3. k. 1904. 4. k. 1908. Uo.).
- A budapesti II. ker. állami tanítóképző- és nevelőnőképző-intézet 25 éves fennállásának története és jelen állapota 1869-1896. Budapest, 1896.
- Zirzen Janka emlékezete. Budapest, Franklin Nyomda, [1906].
- Sebestyén Gyuláné, Stetina Ilona emlékezete. Budapest, Egyetemi Nyomda, [1933].
- Az 1817-ben alapított Budai Jótékony Nőegylet vázlatos története (1817-1934). Bp., Pátria ny. 1934.
- A Mária Dorothea Egyesület budapesti tanítónői szakosztályának története 1888-1934. Budapest, Mária Dorothea Egyesület, 1934. Budapest, Egyetemi Nyomda.
- A magyar tanítónők Mária Dorothea egyesületének félszázados története 1885-1935. Budapest, Mária Dorothea Egyesület, 1935.
- Az 1817. évben alapított Budai Jótékony Nőegylet legutóbbi hat életévének története. Budapest, Pátria Nyomda, 1940.

Szerkesztette a Zirzen Janka Emlékkönyvet 1897-ben Budapesten.